# Kaub
Kaub település Németországban, Rajna-vidék-Pfalz tartományban. Lakosainak száma 786 fő (2023. december 31.).

## Fekvése
Bad Schwalbachtól nyugatra, a Rajna mellett fekvő település.

## Leírása
A városka fölött emelkedik Gutenfels vára (Burg Gutenfels). Kaub a Közép-rajnai vidék egyik legjelentősebb szőlőművelő helye, valamint a rajnai papírgyártás központja.
Középkori városfala jó állapotban maradt fenn. A településen áll Blücher tábornok szobra, amely arra emlékeztet, hogy 1813–1814 újévének éjjelén  a sziléziai hadsereg itt kelt át a Rajnán. Az akkoriban itt felvert hajóhíd a Pfalz szigeterődre támaszkodott. A Pfalzot (teljes nevén Pfalzgrafenstein erőd) 1326-ban a folyó közepén emelkedő sziklaszirten a pfalzi hercegség létesítette a rajnai vámjog biztosítására. Később a 17. században kibővítették. A nemében egyedülálló erőd festői látvány.

## Nevezetességek
- Pfalzgrafenstein erőd (Pfalz)
- Gutenfels vára - (magántulajdonban van, nem látogatható).

## Galéria

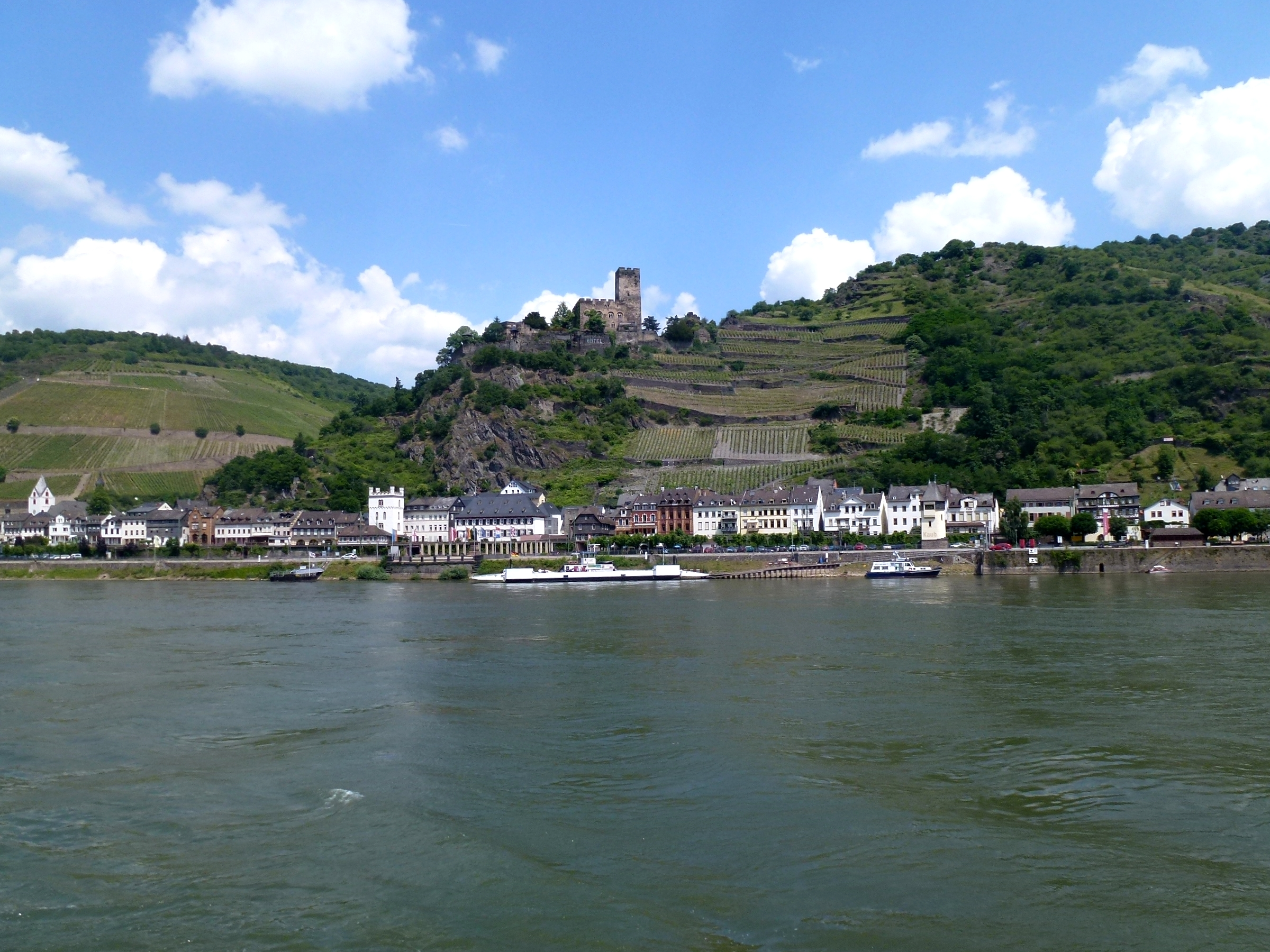
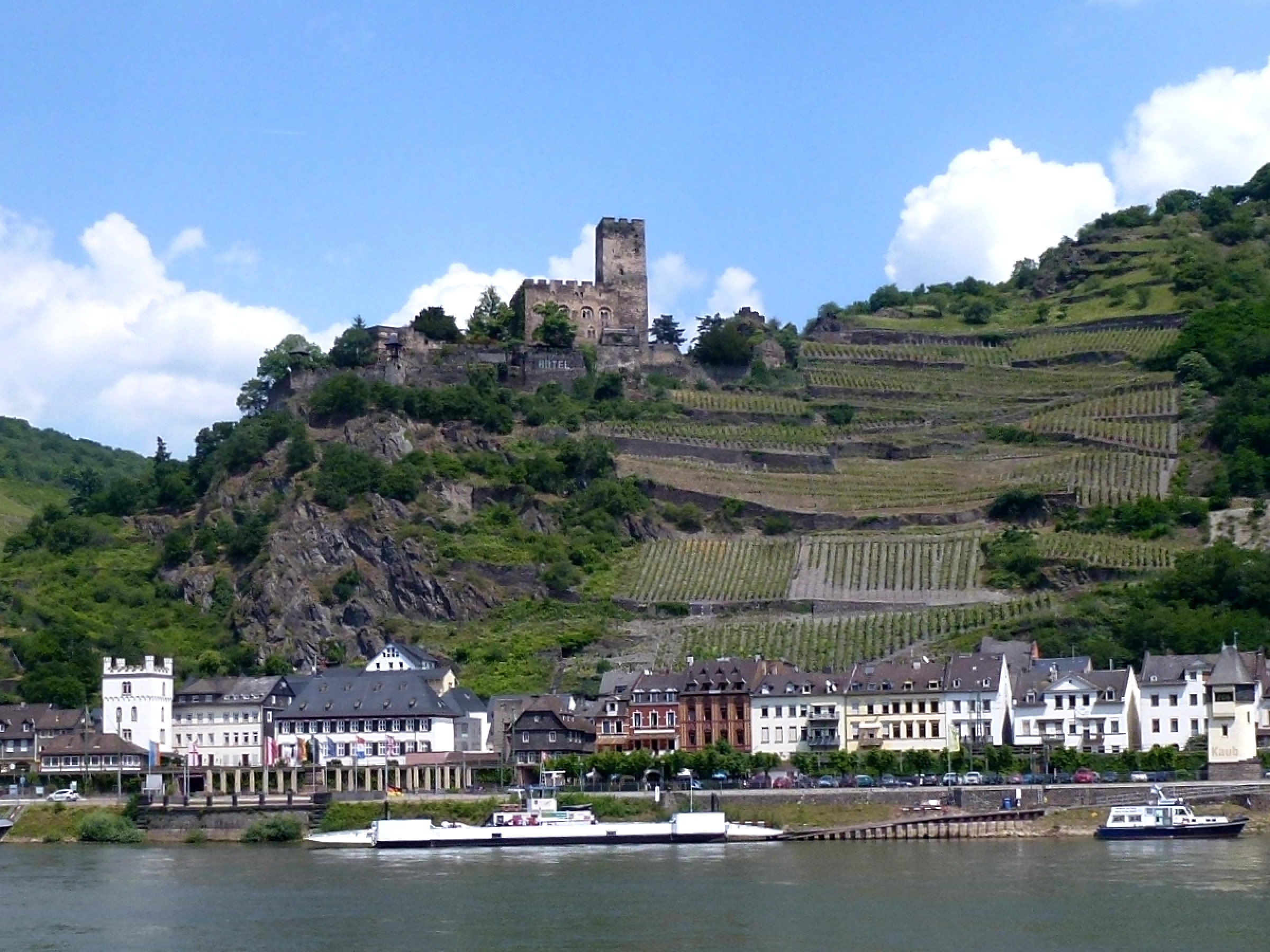
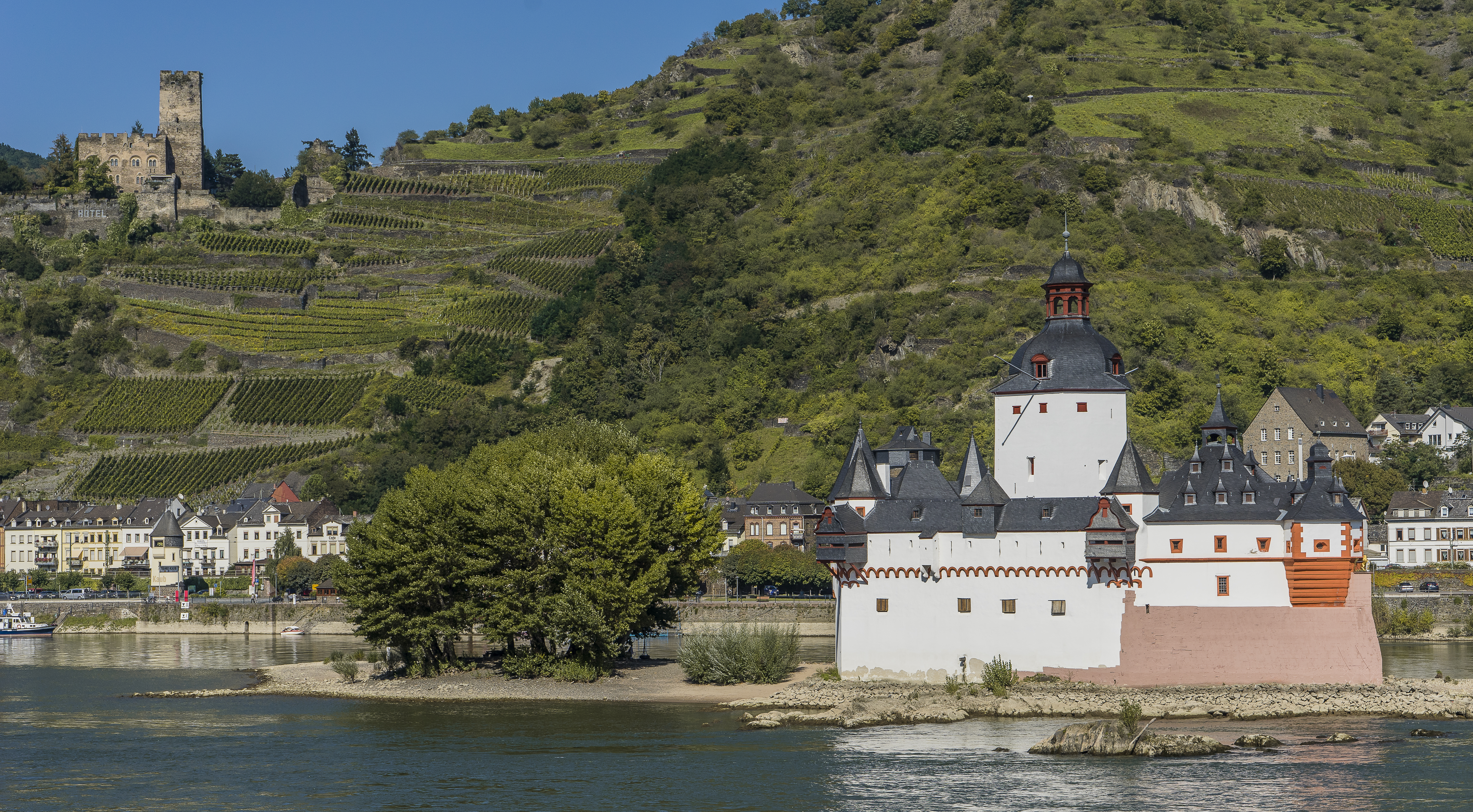
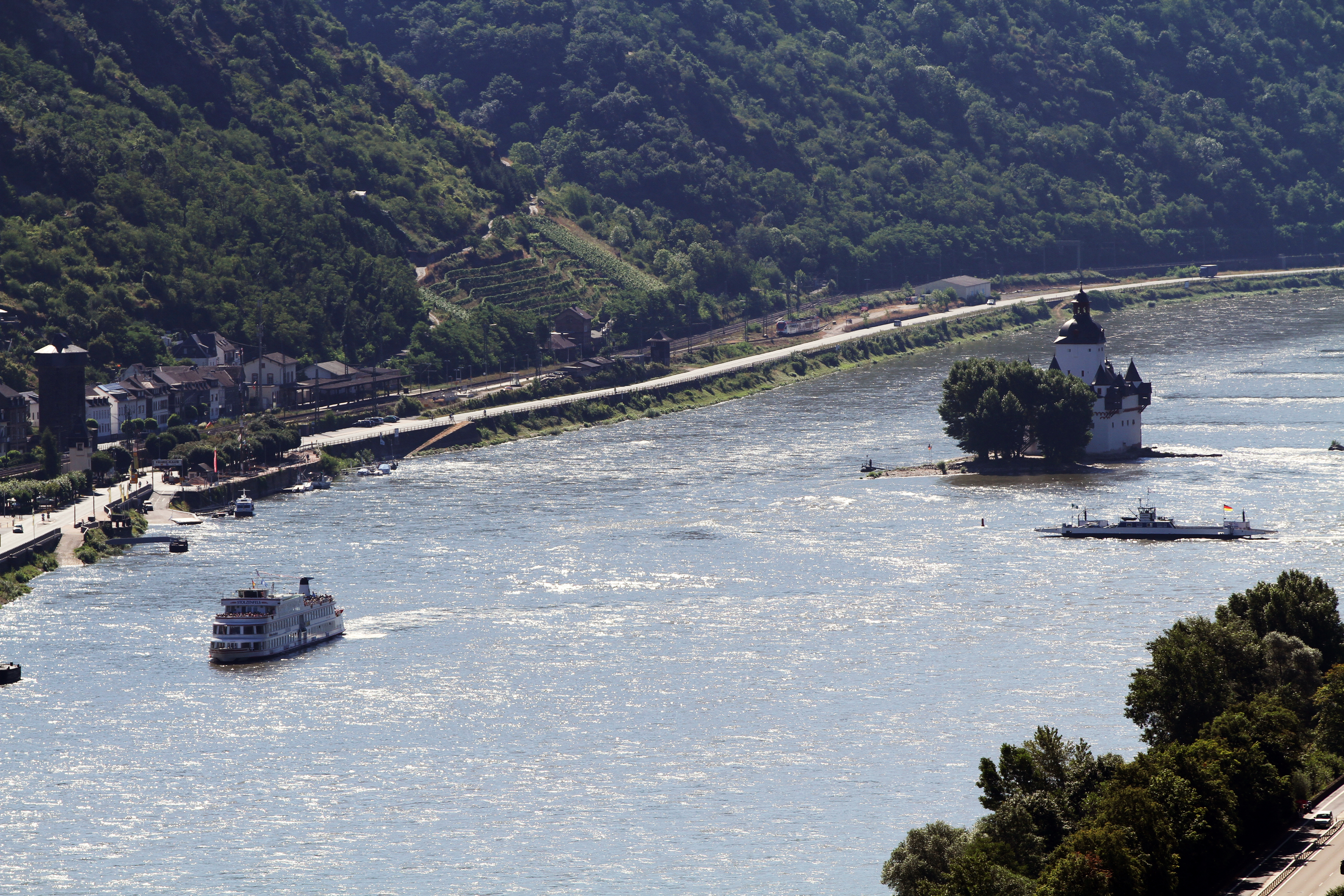
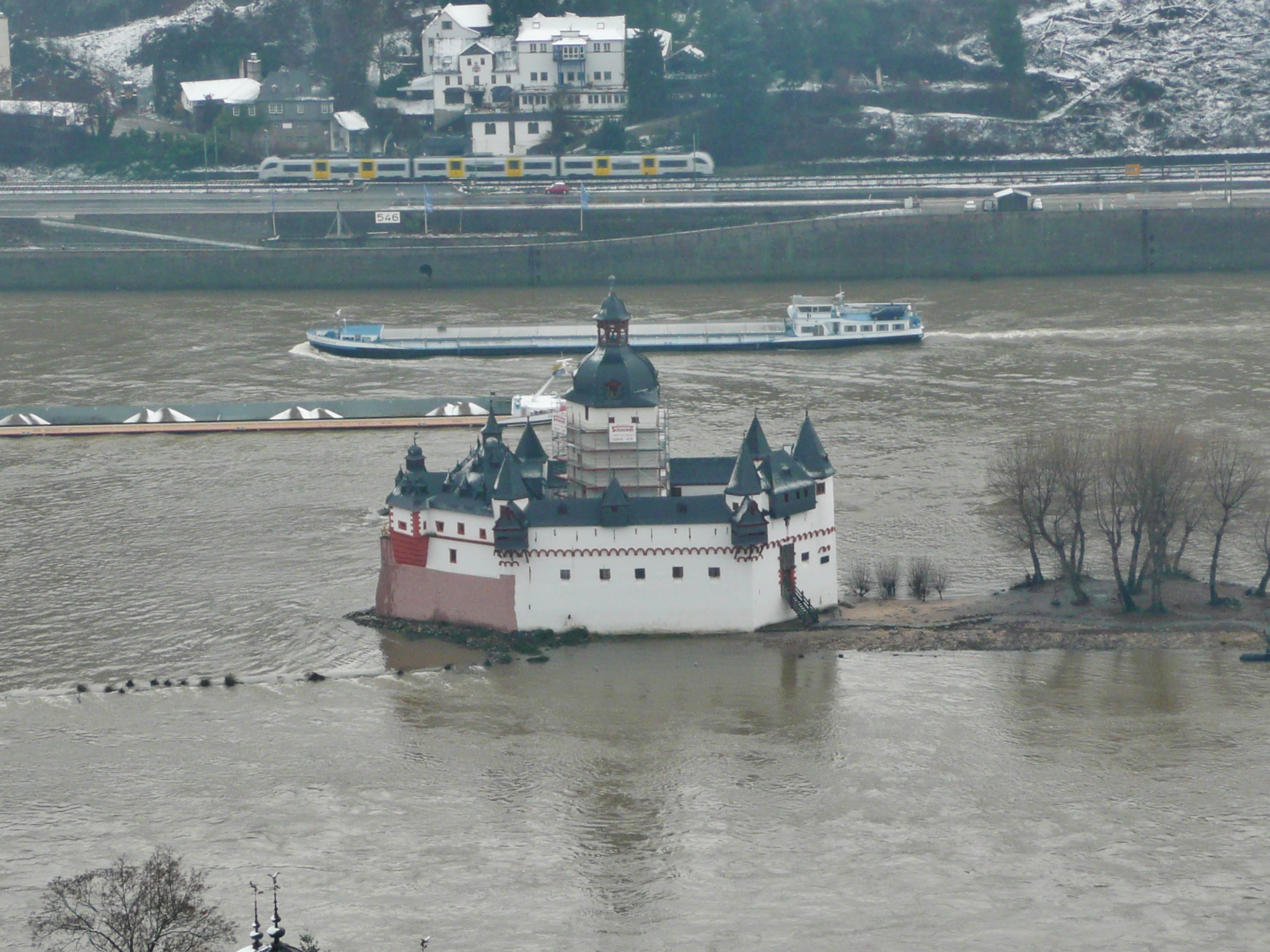
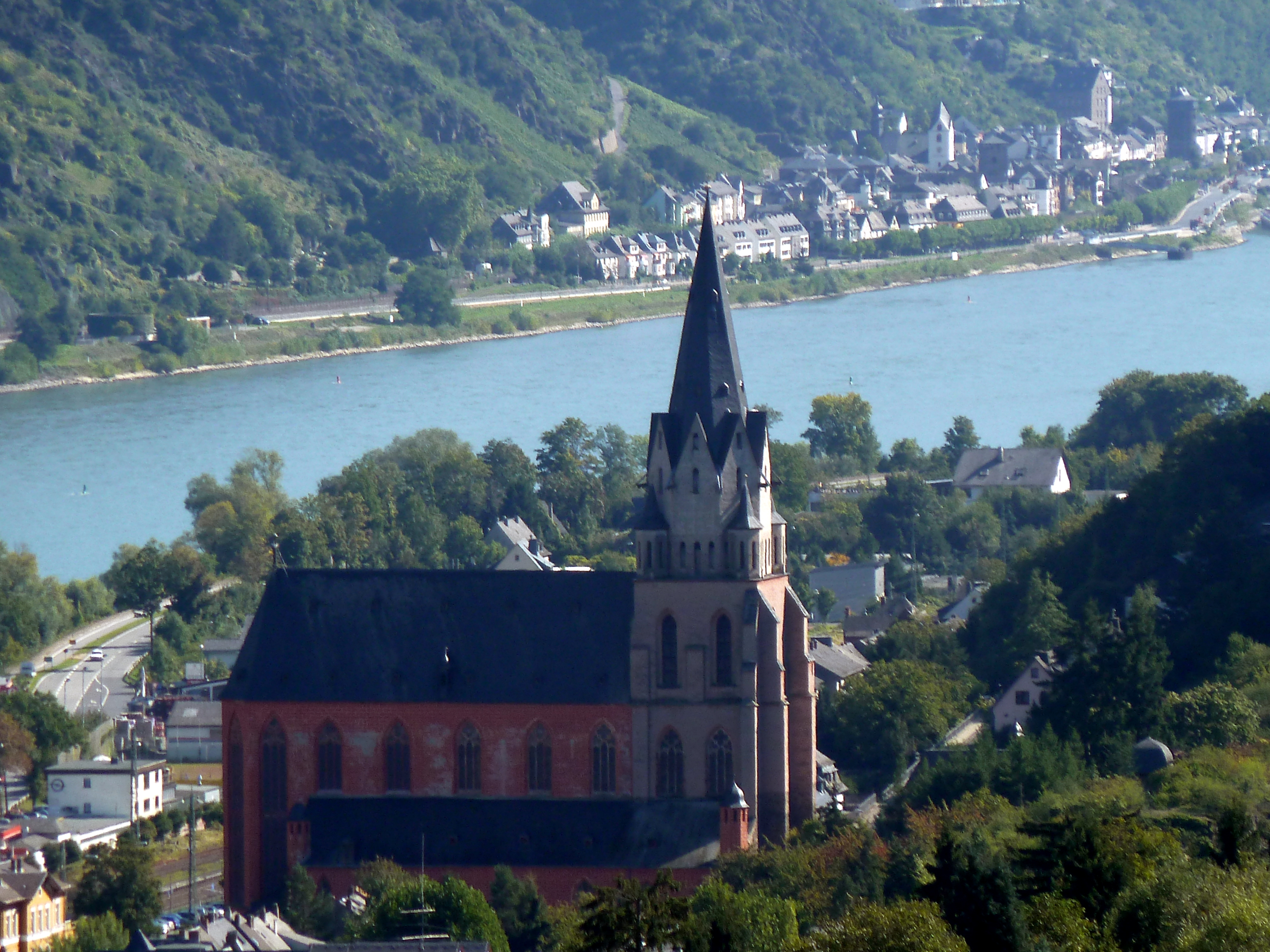
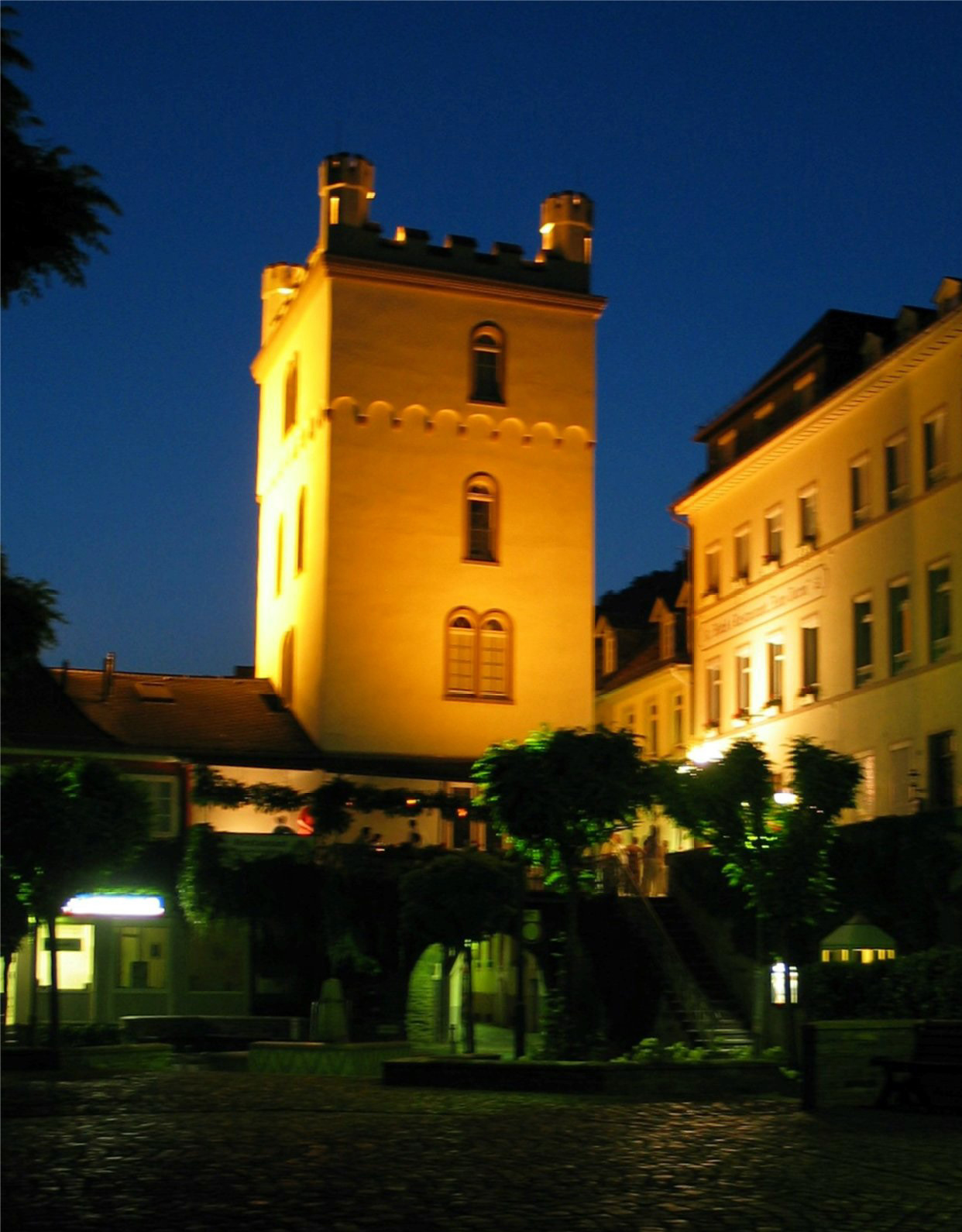
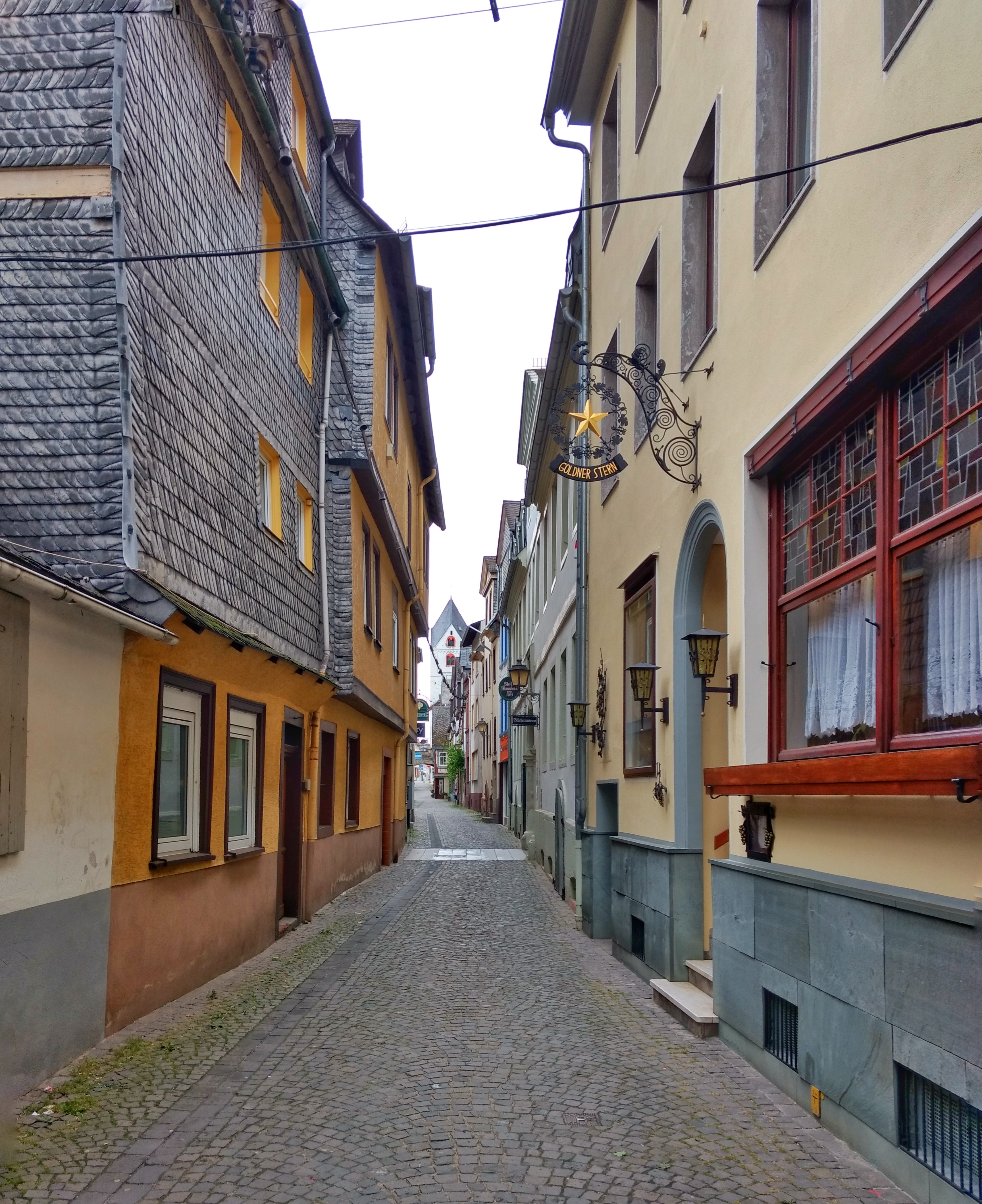
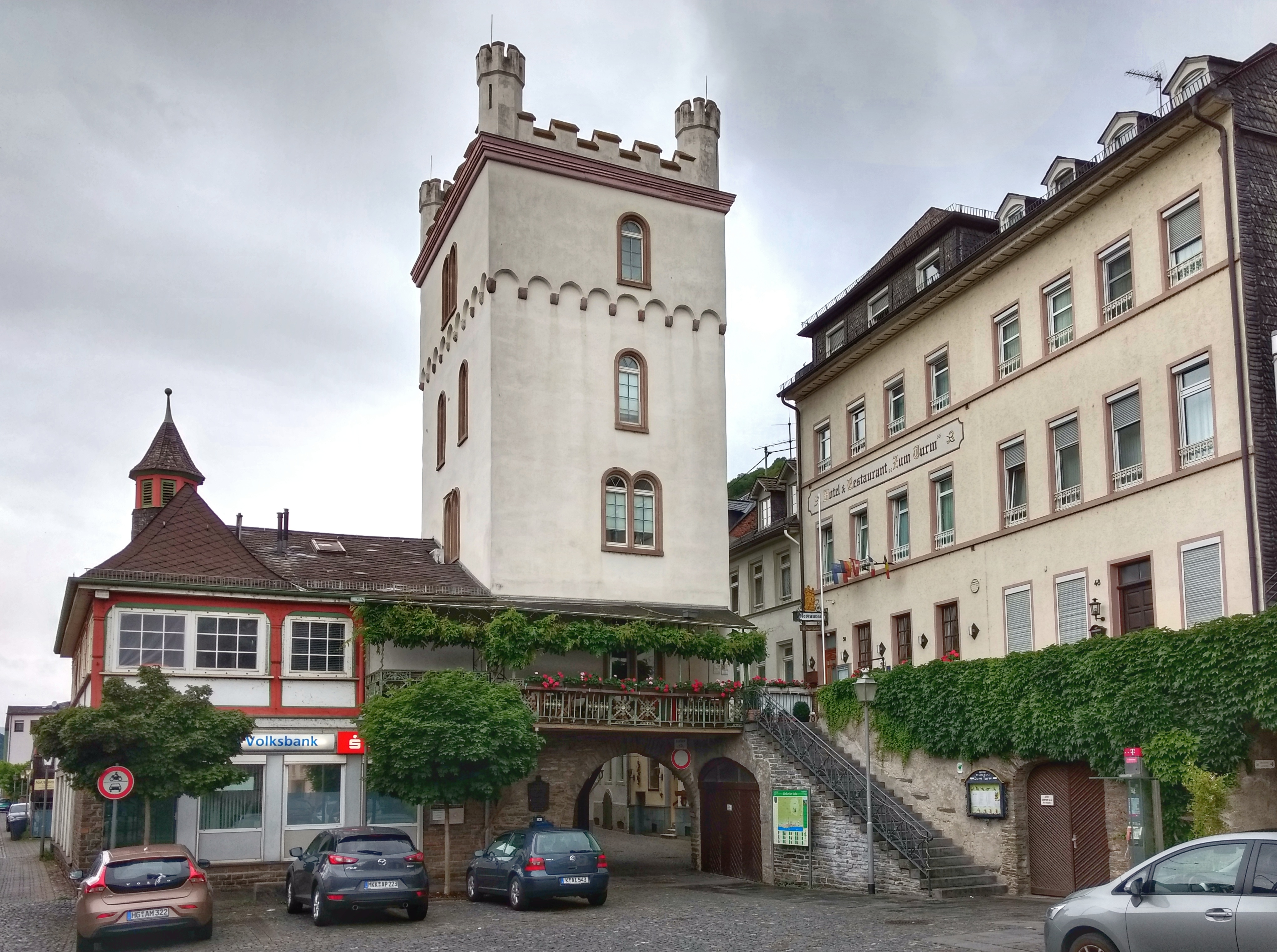
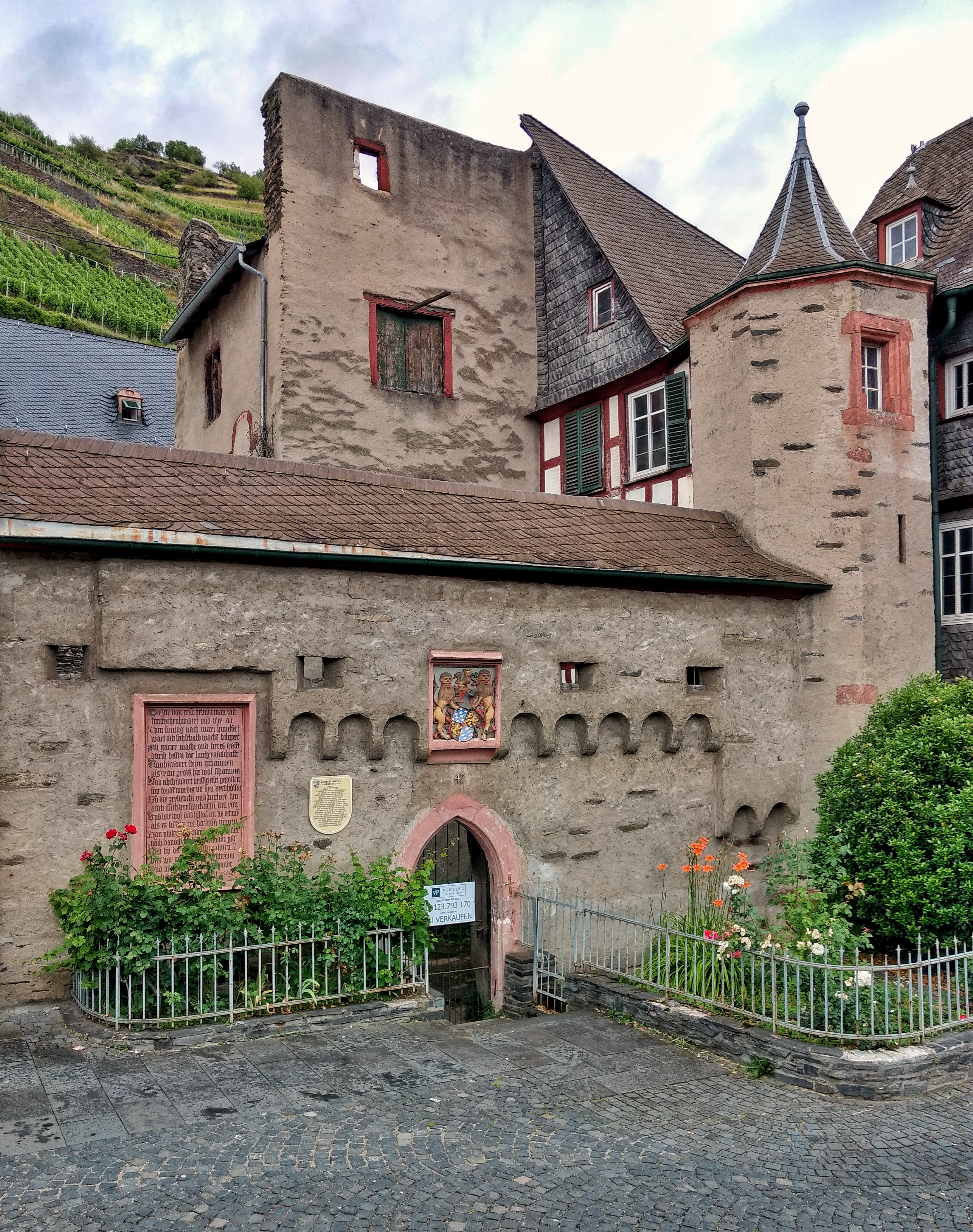

## Népesség
A település népességének változása:
| Lakosok száma | 1596 | 856  | 839  | 829  | 828  | 786  |
|               | 1975 | 2017 | 2019 | 2021 | 2022 | 2023 |